# Vitorino Zani
Vitorino Zani (Caxias do Sul, 15 de setembro de 1900 — Porto Alegre, 6 de julho de 1960) foi um arquiteto, escultor e construtor brasileiro.

## Biografia
Era filho de Francesco Zani, imigrante italiano oriundo de Marostica. Iniciou sua carreira como aprendiz de escultor em firmas de construção e decoração arquitetônica. Ganhando mais experiência, lançou-se como construtor e arquiteto, mas nunca recebeu formação acadêmica. Com apenas 25 anos já havia ganhado renome, sendo destacado em um grande álbum comemorativo do cinquentenário da imigração italiana publicado pelo Governo do Estado.
Desenvolveu uma trajetória de grande atividade, projetando e construindo mais de setenta igrejas no estado do Rio Grande do Sul, decoradas com esculturas e ornamentos produzidos pela firma que ele constituiu em 1926 com Orestes Bettanin e José Formento. Entre seus projetos mais destacados se contam as matrizes de São Geraldo, Sagrada Família, Nossa Senhora de Lourdes, Nossa Senhora Auxiliadora e Santo Antônio do Pão dos Pobres em Porto Alegre, a antiga Matriz de São Luís Gonzaga em Novo Hamburgo, as matrizes de Farroupilha, Garibaldi e Rolante, a reforma das matrizes de Cachoeira do Sul e Antônio Prado, e a ampliação da Catedral de Passo Fundo. Suas obras mostram um estilo em geral eclético, empregando elementos barrocos, neogóticos, déco e modernistas em combinações variáveis, mas também produziu exemplos onde um estilo específico predomina, como a Matriz de São Luiz Gonzaga em Veranópolis, neogótica, e a Igreja de São Pelegrino, em Caxias do Sul, déco. Zani ganhou renome e é tido como um dos mais importantes autores de edifícios sacros no estado na primeira metade do século XX.